# Danball senki wars
Danball senki wars (ダンボール戦機WARS?, Danbōru senki wōzu, lett. "Guerre delle macchine da guerra del cartone") è un videogioco di genere action RPG e di simulazione prodotto dalla casa giapponese Level-5, il terzo e ultimo della serie Danball senki, da cui era stato tratto anche l'anime conosciuto nella traduzione italiana come Little Battlers eXperience. È stato pubblicato solo in Giappone il 31 ottobre 2013 ed è l'unico della serie ad essere disponibile solo per Nintendo 3DS, nonché l'unico ad avvicinarsi anche al genere del videogioco di simulazione di guerra.
Dal videogioco sono stati tratti un manga di Hideaki Fujii, pubblicato da Shogakukan sulla rivista CoroCoro Comic nel 2013, e un anime di 37 episodi, prodotto da Oriental Light and Magic e trasmesso da TV Tokyo nello stesso anno. Entrambi sono iniziati prima dell'uscita del videogioco.

## Trama
Corre l'anno 2055 gli LBX hanno raggiunto un enorme successo come passatempo a livello mondiale. Il boom delle vendite sul mercato ha portato alla fondazione di una lega professionale di soci e finanziatori. Ormai gli LBX sono entrati a far parte della vita di tutti i giorni sia come hobby che come intrattenimento. La Kamui Daimon Academy raduna i giocatori migliori e tra loro ce n'è uno disposto a tutto per restarvi: il suo nome è Arata Sena.

## Personaggi
Nel videogioco, a differenza dei precedenti titoli della serie, il giocatore non interpreta un personaggio con un nome e un aspetto fisico prestabiliti, ma può invece scegliere tra venti avatar: dieci maschili e dieci femminili. I personaggi principali, che compaiono anche nel manga e nell'anime, sono suddivisi in squadre:

### Squadra 1
Arata Sena (瀬名 アラタ?, Sena Arata)
È un personaggio principale del videogioco e il protagonista del manga e dell'anime.
Doppiato da Ryōta Ōsaka (ed. giapponese), Alessio De Filippis (ed. italiana)
Haruki Izumo (出雲 ハルキ?, Izumo Haruki)
È il leader della squadra.
Doppiato da Tomoaki Moeno (ed. giapponese), Emanuele Ruzza (ed. italiana)
Hikaru Hoshihara (星原 ヒカル?, Hoshihara Hikaru)
Compagno di stanza di Arata.
Doppiato da Sayori Ishizuka (ed. giapponese), Alessandro Campaiola (ed. italiana)
Sakuya Hosono (細野 サクヤ?, Hosono Sakuya)
È il meccanico della squadra.
Doppiato da Chika Anzai (ed. giapponese), Alessio Puccio (ed. italiana)

### Squadra 2
Gendou Isogai (磯谷 ゲンドウ?, Isogai Gendou)
È il leader della squadra ed ha un maggiordomo personale.
Doppiato da Yoshihisa Kawahara (ed. giapponese)
Seiryu Kishikawa
Taiga Hamasaki
Rinke Namino
È il meccanico della squadra.

### Squadra 3
Rikuya Tōgō (東郷 リクヤ?, Tōgō Rikuya)
È il leader della squadra.
Doppiato da Daisuke Namikawa (ed. giapponese)
Akito Tanishita
Shin Yamana
Kota Asahina
È il meccanico della squadra.

### Squadra 4
Catherine Ruth (キャサリン・ルース?, Kyasarin Rūsu)
È la leader della squadra.
Doppiata da Yōko Honna (ed. giapponese), Eleonora Reti (ed. italiana)
Yuno Kashima (鹿島 ユノ?, Kashima Yuno)
Doppiata da Kanako Nomura (ed. giapponese), Monica Volpe (ed. italiana)
Hanako Sonoyama
Kiyoka Sendo
È il meccanico della squadra.

### Squadra 5
Kaito Fūjin (風陣 カイト?, Fūjin Kaito)
È il leader della squadra.
Doppiato da Yūichi Nakamura (ed. giapponese)
Tadashi Fukin
Nozomi Sasakawa
Uta Harashiyama
È il meccanico della squadra.

### Altri personaggi
Justin Kaidō (海道 ジン?, Kaidō Jin)
Personaggio comparso fin dal primo videogioco.
Doppiato da Hisafumi Oda (ed. giapponese), Simone Veltroni (ed. italiana)
Reina Mito (美都 玲奈?, Mito Reina)
Insegnante della classe di Arata.
Doppiata da Yu Shimamura (ed. giapponese), Monica Vulcano (ed. italiana)

## Contenuti del videogioco
- La sigla iniziale è Real Answer dei Little Blue boX.[2] A differenza dei precedenti, non c'è la sigla finale.
- La copertina del videogioco è stata scelta fra tre opzioni tramite un sondaggio su internet dal 12 al 25 luglio 2013.[3]

## Manga
Una serie manga di Hideaki Fujii intitolata Danball senki wars è stata pubblicata sulla rivista CoroCoro Comic di Shogakukan dal 15 marzo 2013 (numero di aprile) al 15 ottobre 2013 (numero di novembre). Il manga è stato poi pubblicato in due volumi tankōbon, che sono i seguenti:
| Nº | Titolo (traslitterazione ufficiale) Giapponese 「Kanji」 - Rōmaji    | Data di prima pubblicazione            | Data di prima pubblicazione |
| Nº | Titolo (traslitterazione ufficiale) Giapponese 「Kanji」 - Rōmaji    | Giapponese                             |                             |
| 1  | Danball senki wars 1 「ダンボール戦機WARS 1」 - Danbōru senki wōzu 1 | 26 luglio 2013 ISBN 978-4-09-141659-9  |                             |
| 2  | Danball senki wars 2 「ダンボール戦機WARS 2」 - Danbōru senki wōzu 2 | 25 gennaio 2014 ISBN 978-4-09-140026-0 |                             |

Oltre alla serie principale, è stata pubblicata una storia singola (one shot) scritta e disegnata da Hiroyuki Takei con lo pseudonimo di HIRO e intitolata Danball senki wars gaiden (ダンボール戦機ウォーズ外伝?, Danbōru senki wōzu gaiden, lett. "Danball senki wars - Storia parallela"). Questa storia non è uscita su rivista, ma soltanto nel volume Danball senki gaiden (ダンボール戦機外伝?, Danbōru senki gaiden, lett. "Danball senki - Storia parallela"), pubblicato il 14 marzo 2014 (ISBN 978-4-09-141778-7), insieme alle due storie dello stesso autore tratte dal primo videogioco, che erano state pubblicate sulla rivista CoroCoro G.

## Anime
La serie anime, ispirata al videogioco e con il suo stesso titolo, è stata prodotta da OLM per la regia di Naohito Takahashi e mandata in onda da TV Tokyo dal 3 aprile al 25 dicembre 2013 per un totale di 37 episodi.

In Italia sono andati in onda solo i primi 2 episodi su K2 il 1º ottobre 2016 in tardo orario dopo la mezzanotte: una fascia utilizzata di solito per le repliche.

### Doppiaggio
Il doppiaggio italiano è opera di CD Cine Dubbing a cura di Mariagrazia Boccardo, la direzione del doppiaggio è stata affidata a Maurizio Reti con l'assistenza di Viola Privitera. Nonostante l'intera serie sia stata doppiata in italiano, K2 non l'ha mai trasmessa (ad eccezione dei primi 2 episodi nella fascia notturna).

### Sigle
Sigle di apertura
1. Mugen myself (無限マイセルフ?, Mugen maiserufu, lett. "Me stesso infinito") dei Little Blue boX, episodi 1-21;
2. Eternal (エターナル?, Etānaru) dei Little Blue boX, episodi 22-37.

Sigle di chiusura
1. Kamisama yāyāyā (神様 ヤーヤーヤー? lett. "Dio - Yayaya") dei Dream5, episodi 2-21;
2. Bokutachi no wars (ぼくたちのウォーズ?, Bokutachi no wōzu, lett. "Le nostre guerre"), episodi 22-36, interpretata da tre doppiatori della serie nel ruolo dei loro personaggi: Ryōta Ōsaka (Arata Sena), Sayori Ishizuka (Hikaru Hoshihara) e Tomoaki Moeno (Haruki Izumo);
3. Hirameki (閃き? lett. "Lampeggio"), episodio 37, di Ryōta Ōsaka nel ruolo di Arata Sena.

Sigla italiana
Viene riutilizzata la stessa sigla dei Raggi Fotonici, come per le serie precedenti, con le sequenze animate prese da Mugen myself.

### Episodi
Nel secondo episodio italiano prima delle anticipazioni è presente Gli approfondimenti di Saruta un breve spazio dove vengono spiegati dei termini usati durante gli episodi.

#### Episodio speciale
Un episodio di nove minuti che funge da seguito della serie, identificato semplicemente come Special Anime (スシャルアニメ?, Supesharu Anime) e senza titolo mostrato al suo interno, è stato reso disponibile per la visione in streaming su un'apposita sezione del portale internet della serie, lbx-world.com, dalla fine di febbraio 2014 al 31 marzo 2014. L'episodio è poi diventato parte del film a episodi intitolato Inazuma Eleven - Chō jigen dream match, uscito nei cinema giapponesi il 13 giugno 2014 e derivato in parte dalla serie Danball senki e in parte da Inazuma Eleven, altra serie di videogiochi della Level-5. È il secondo dei quattro episodi che costituiscono il film. Nel film è introdotto con il titolo di Eigakan de LBX no customize wa yamemashō (映画館でLBXのカスタマイズはやめましょ?, Eogakan de Eru-bī-ekkusu no kasutamaizu wa yamemashō, lett. "Finiamo al cinema la personalizzazione degli LBX!").